# Aeromodellismo

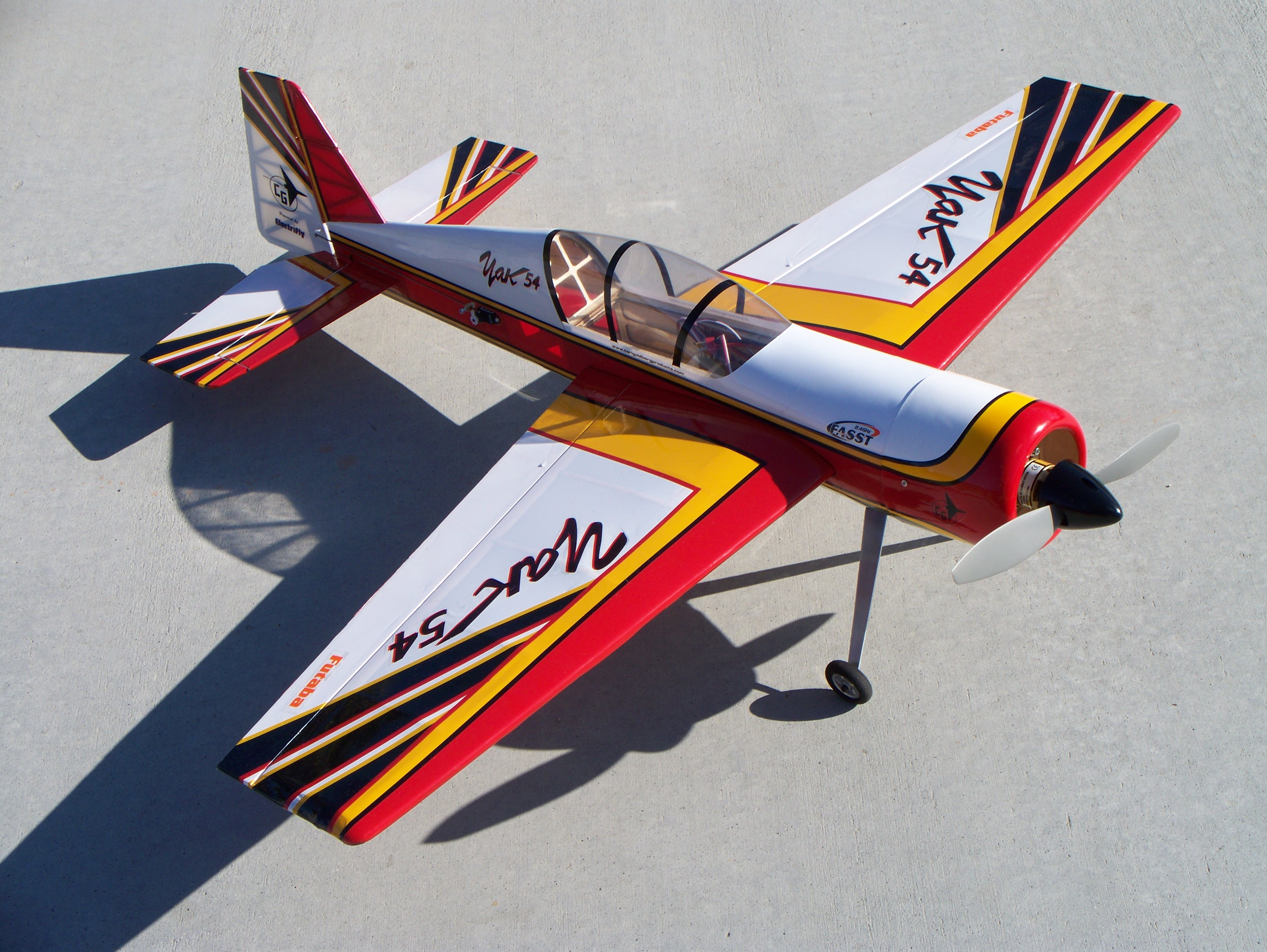
Un aeromodello Carl Goldberg Products Yak-54 EP radiocomandato

L'aeromodellismo è il modellismo riguardante l'aeroplano.

## Tipologie
L'aeromodellismo si divide in due categorie, a seconda della presenza od assenza dei meccanismi che consentono al prototipo di volare:

### Aeromodellismo statico
L'aeromodellismo statico è quella branca del modellismo che si occupa della costruzione di modelli in scala di aeroplani. Per essi non sono previsti meccanismi che possano permettere al modello di volare.
In commercio i produttori di scatole di montaggio, offrono una vasta gamma di scale. Per quanto riguarda i materiali impiegati, il più diffuso è la plastica ed il polistirene, anche se è possibile trovare una notevole varietà di altri materiali sia per la struttura che per le vernici.
Gli aeromodelli diventano poi simili agli originali, grazie all'applicazione per incollaggio, da parte degli appassionati, di decalcomanie (decals), ovvero simboli, disegni e loghi prestampati. Questi riproducono in tutto e per tutto gli elementi presenti sui velivoli reali.

### Aeromodellismo dinamico
L'aeromodellismo dinamico è quella branca del modellismo che si occupa della costruzione di modelli in scala per i quali sono previsti appositi meccanismi, meccanici e/o elettronici, che gli permettono di volare.
Gli aeromodelli possono essere pilotati a distanza anche mediante appositi dispositivi radio, chiamati radiocomandi, che operano su determinate frequenze imposte dalla normative delle varie nazioni.
La distinzione dei modelli è:
- motomodelli
- aeromodelli ad elastico
- veleggiatori
  - con motore (a scoppio o elettrico)
  - senza motore
  - volo libero (Cat. F1A, F1E, ecc...)
- modelli radiocomandati
  - acrobatici
  - non acrobatici
  - riproduzione dei jet

Siccome l'aeromodellismo è nel tempo diventato uno sport, esistono varie categorie di competizioni dipendenti dalla tipologia di aeromodello e dal tipo di volo. Si passa dall'acrobazia (categoria F2B) allo speed (categoria F2A) in cui si sono registrate velocità di punta per l'aeromodello di circa 300 km/h. Forse la massima espressione nell'aeromodellismo si ha nelle riproduzioni, specie nella categoria dei jet, dove modelli riprodotti fedelmente all'originale finanche nel motore a jet, ricreano i veri jet nel volo in maniera molto realistica. Modelli che possono raggiungere velocita attorno ai 500 km/h, e valore dei modelli che si esprimono a decine di migliaia di euro.